# Козлов Артем Андрійович
Артем Андрійович Козлов (нар. 12 серпня 1992, Кременчук, Полтавська область, Україна) — український футболіст, нападник.

## Клубна кар'єра
Вихованець футбольних шкіл кременчуцького «Кременя» та запорізького «Металурга», кольори яких захищав у молодіжних чемпіонатах України (ДЮФЛУ). Перший тренер — Олександр Андрійович Зозуля. Футбольну кар'єру розпочав 31 липня 2009 року в дублі полтавської «Ворскли». Під час зимової перерви сезону 2011/12 років виїхав до Молдови, де в березні 2012 року підсилив склад «Олімпії» (Бєльці). У сезоні 2014/15 років був у заявці клубу з Бєльців, але на поле в офіційних матчах не виходив. У 2014 році повернувся в Україну. Виступав у чемпіонаті Полтавської області за «Глобине», «Рокиту» та «Велику Багачку».
Наприкінці липня 2016 року підписав контракт з «Кременем». Дебютував у футболці кременчуцького клубу 30 липня 2016 року в переможному (2:0) домашньому поєдинку 2-о туру Другої ліги проти одеської «Жемчужини». Козлов вийшов на поле на 55-й хвилині, замінивши Максима Богданова, а на 65-й хвилині відзначився дебютним голом у футболці кременчужан. На початку 2017 року побував на перегляді в «Ворсклі», проте полтавчанам не підійшов і вже незабаром повернувся до Кременчука. 17 травня 2017 року в переможному (7:0) виїзному поєдинку 31-о туру Другої ліги проти миколаївського «Суднобудівника» відзначився хет-триком у воротах миколаївського клубу, при чому перший з трьох м'ячів був забитий вже на першій хвилині й став одним з найшвидших в історії українського футболу. Артем вийшов на поле в стартовому складі та відіграв увесь матч. У складі «Кременя» в Другій лізі зіграв 31 матч та відзначився 22-а голами, ще 1 поєдинок провів у кубку України.
Наприкінці червня 2017 року відправився на перегляд до першолігового «Геліоса», за результатами якого на початку липня того ж року Артем перейшов до харківського клубу. Дебютував за харківську команду 15 липня 2017 року в переможному (2:0) виїзному поєдинку 1-о туру Першої ліги проти «Балкан». Артем вийшов на поле в стартовому складі, а на 68-й хвилині його замінив Вадим Абєлєнцев. Дебютним голом у футболці «сонячних» відзначився 9 серпня 2017 року на 34-й хвилині переможного (2:1) виїзного поєдинку 5-о туру Першої ліги проти «Черкаського Дніпра». Козлов вийшов на поле в стартовому складі, а на 72-й хвилині його замінив Вадим Абєлєнцев.
В червні 2018 року підписав контракт з клубом «Інгулець»,

## Досягнення
- Друга ліга чемпіонату України
  -  Переможець (1): 2018/19
  -  Бронзовий призер (1): 2016/17

## Особисте життя
Улюблена команда — «Реал Мадрид», улюблені футболісти — Девід Бекхем та Іско.